# エージェントアーキテクチャ
エージェントアーキテクチャ（Agent Architecture）とは、計算機科学におけるソフトウェアエージェントや知的制御システムの設計図であり、コンポーネントの配置を描いたものである。知的エージェントのエージェントアーキテクチャは認知アーキテクチャと呼ばれる。
階層型アーキテクチャとして、ICARUS、AuRA、GRL、包摂アーキテクチャなどがある。
認知アーキテクチャとしては、Soar、ACT-R、Cougaar、PRODIGY などがある。